# Eleutherios (biskup Byzantionu)
Eleutherios (řecky: Ελευθέριος; † 136) byl biskup Byzantionu.
Na biskupské katedře vystřídal biskupa Diogena. Byl biskupem za vlády císaře Hadriana, který pronásledoval křesťany. Jeho episkopátu trval od roku 129 do roku 136.
Stejně jako jeho předchůdci byl pohřben v katedrálním chrámu v Argyrópolisu.